# Майке Фрайтаґ
Майке Фрайтаґ (нім. Meike Freitag, 7 лютого 1979) — німецька плавчиня.
Призерка Олімпійських Ігор 1996, 2000 років, учасниця 2008 року.
Призерка Чемпіонату світу з водних видів спорту 2001, 2007 років.
Призерка літньої Універсіади 1999 року.